# Anita Silvers
Anita Silvers (* 1. November 1940; † 14. März  2019) war eine amerikanische Philosophin, die sich für medizinische Ethik, Bioethik, Feminismus, Behindertenforschung, Rechtsphilosophie sowie soziale und politische Philosophie interessierte. Sie argumentierte, dass die Rechte von Menschen mit Behinderungen genauso wie andere Bürgerrechte und nicht als Entgegenkommen oder als ein soziales Sicherheitsnetz betrachtet werden sollten.

## Leben
Sie besuchte die Wheatley School in Old Westbury im Bundesstaat New York und gab 1958 eine Rede vor der ersten Abschlussklasse der neuen Schule. Silvers erhielt einen B.A. 1962 vom Sarah Lawrence College und einen PhD in Philosophie 1967 von der Johns Hopkins University. Silvers war Professorin und ehemalige Vorsitzende des Department of Philosophy an der San Francisco State University. 
Ihr 1988 erschienenes Buch Disability, Difference, Discrimination (zusammen mit David Wasserman und Mary Mahowald) wird in Rechtsfragen häufig zitiert.

## Auszeichnungen
- Für ihre Verdienste wurde sie 2009 von der American Philosophical Association mit dem Quinn-Preis ausgezeichnet, der erstmals an ein Mitglied der Fakultät einer weniger forschungsintensiven Universität vergeben wurde.
- 2013 wurde sie von der American Philosophical Association und der US-amerikanische akademische Ehrengesellschaft Phi Beta Kappa mit dem Lebowitz-Preis ausgezeichnet.
- Im Jahr 2017 wurde sie mit dem Wang Family Excellence Award der California State University ausgezeichnet.